# ショルダー・プレス
ショルダープレス（英語: overhead press、shoulder press）は主に上腕三頭筋・三角筋前部
が鍛えられるレジスタンストレーニングであり、
【動作】
□バーをゆっくり降下させ、後頭部の近くを通過して、耳たぶの下端の高さまで下ろす。
□バーを基準の高さまで下ろしたらバーを挙上して開始姿勢に戻る。
【ポイント】
□動作中に背中が丸まったり、反ったりしないように注意する。
□肘は常にバーの真下にくるようにして、手首は真っ直ぐな状態を保つ。

## 具体的動作

### ダンベル・ショルダープレス
1. 直立、もしくは座った体勢から両手にダンベルを持ち、体の横に肩の高さまで持ち上げて構える。
2. 構えた体制のまま両腕を挙げていく。
3. そのまま一秒程度キープしたのち垂直に両腕をゆっくり下ろし、1の体勢へ戻る。
4. 2 - 3を繰り返す。

- ダンベル・ショルダー・プレス（スタート）
- ダンベル・ショルダー・プレス（フィニッシュ）
- ワンハンド・ダンベル・ショルダー・プレス（スタート）
- ワンハンド・ダンベル・ショルダー・プレス（フィニッシュ）

#### アーノルド・プレス
アーノルド・シュワルツェネッガーが行っていたエクササイズ。
1. 直立、もしくは座った体勢から両手にダンベルを持つ。
2. アップライト・ロウの要領で口の高さまで持ち上げ、手の平が手前に向くように肩幅で持つ。
3. 徐々に手を内旋させながら両手を体の横にもっていく。最終的に手の甲が手前に向くようにする。
4. 3と逆の動作で2の体勢に戻る。
5. 3 - 4を繰り返す。

- アーノルド・プレス（中間点）
- アーノルド・プレス（フィニッシュ）

### バーベル・ショルダープレス
フロントプレスはほとんど三角筋の前に負荷が集中し、バックプレスはフロントプレスよりも三角筋の横への負荷が多い。
ワイドグリップで行なえば三角筋に多くの負荷がかかり、僧帽筋と上腕三頭筋への負荷が減少する。
- ミリタリー・プレス（スタート）
- ミリタリー・プレス（フィニッシュ）

#### フロントプレス
1. 直立、もしくは座った体勢から両手でバーベルをオーバーグリップ（手の平が前）で持ち、鎖骨の前に構える。ベンチで行うなら背もたれの角度は70度ぐらいが望ましい。
2. 構えた体勢のまま両腕をゆっくり垂直に上へ、肩と肘が充分に伸びきる位置まで挙げていく。シャフトを鼻に落としてくるイメージで動作し、肩に重量が乗っていることを意識する。
3. そのまま垂直に両腕をゆっくり下ろし、1の体勢へ戻る。
4. 2 - 3を繰り返す。

#### バックプレス
1. 直立、もしくは座った体勢から両手でバーベルをオーバーグリップ（手の平が前）で持ち、首の後ろに構える。
2. 構えた体勢のまま両腕をゆっくり垂直に上へ、肩と肘が充分に伸びきる位置まで挙げていく。
3. そのまま垂直に両腕をゆっくり下ろし、1の体勢へ戻る。
4. 2 - 3を繰り返す。

### ハンマーストレングス・ショルダープレス
三角筋前部のストレッチも狙っているので、ボトムポジションでは脇を締めて、肩甲骨が寄らないようにする。肩甲骨が寄ると、三角筋ではなく僧帽筋上部や大胸筋上部が刺激されるので注意が必要である。

### スミスマシン・ショルダープレス
バーベル・ショルダープレスと同じ要領で行う。軌道が決まっているのでバーベル・ショルダープレスよりも高重量を扱える。

### ショルダープレス・マシン
ショルダープレスはマシンでも行うことができる。可能な限りワイドグリップで行うとよい。
1. マシンのシートの高さと負荷を調節し、座って両手でハンドルをオーバーグリップで持ち、構える。シートは構えたときに手が口の高さになるように調節する。
2. 構えた体勢のまま両腕をゆっくり垂直に上へ、肩と肘が充分に伸びきる位置まで挙げていく。
3. そのまま垂直に両腕をゆっくり下ろし、1の体勢へ戻る。
4. 2 - 3を繰り返す。

- ショルダー・プレス・マシン（スタート）
- ショルダー・プレス・マシン（フィニッシュ）